# Flimserstein

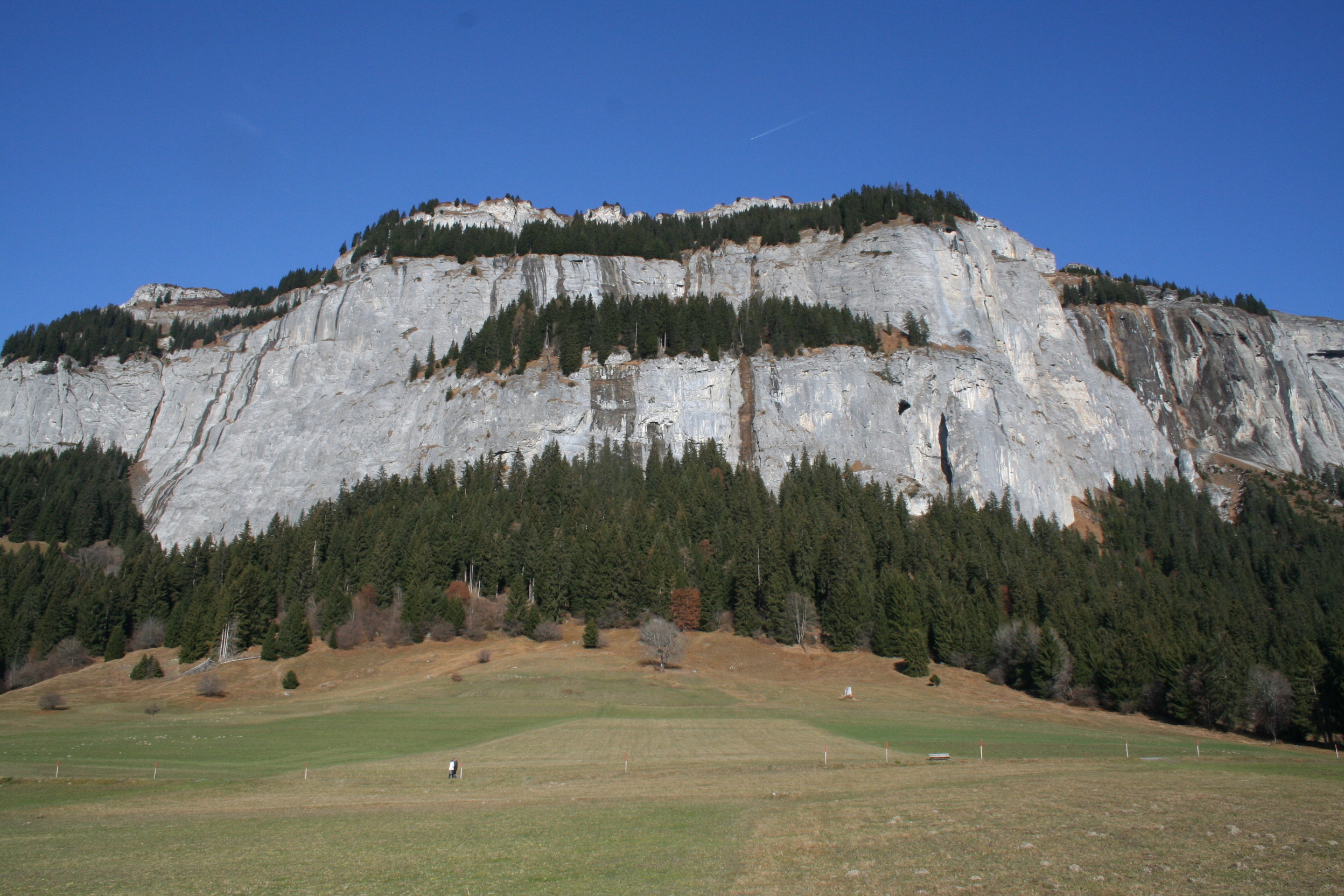
Südseite des Flimsersteins mit den Terrassen Pardatsch (oben) und Pinut (unten)

Flimserstein, historisches Luftbild von Werner Friedli (1960)

Der Flimserstein (rätoromanisch Crap da Flem) ist ein weites, geneigtes Hochplateau nördlich von Flims in der bündnerischen Surselva. Der höchste Punkt liegt auf einer Höhe von 2694 Metern auf dem Cassonsgrat, der tiefste Punkt rund 1900 Meter hoch an der südlichen Abbruchkante. Die Nord-Süd-Ausdehnung beträgt rund drei Kilometer, die Ost-West-Ausdehnung rund 1,3 Kilometer.
Im Norden wird der Flimserstein begrenzt durch den Cassonsgrat (rätoromanisch Il fil), im Süden fällt das Plateau fast senkrecht ab zum Dorf Fidaz. Im Osten des Flimsersteins liegt ein Hochtal mit der Alp Bargis, im Westen die Alp Naraus. Das Plateau wird im Sommer im Bereich bis etwa 2300 Meter über Meer als Alpbetrieb bewirtschaftet.

## Geschichte
Der Pinut, die untere der beiden Terrassen in der südlichen Abbruchkante, wurde bereits zu früheren Zeiten begangen und als Weide und Wildheuwiese bewirtschaftet. Der Name leitet sich ab vom Wort pegn, dem romanischen Ausdruck für Rottanne.
1742 schrieb Nicolin Sererhard: Nächst ob den Höfen von Fidaz ist ein curioser Situs, namlich ein Stück Wiesenwachs, der unden und oben an beden Seiten mit sehr hochem, perpendicular gächen Felsen umfangen ist, und keinen andern Zugang hat, als nur einen gächen, schmalen Fussweg durch eine Felsenseithen hinauf, den nicht jedermann besteigen darf. Glaub nicht, dz in der Welt eine impenetrablere Vestung könnte gesetzte werden, als allhier. Man findet auch ein kleines Brünnelin daroben. Dieser seltsame Wiesenwachs rentiert in circa einer salvo honore Kuh Winterung – das Heu bindet man in Seiler und schmeisst es über den Felsen hinunder.
Eine Karte aus dem Jahr 1888 zeigt, dass schon vorher ein Fussweg zum Pinut führte – jedoch nicht bis auf den Flimserstein. Der Verfasser der Geschichte Graubündens, Johann Ulrich von Salis-Seewis (1777–1817), beschrieb 1805 in seinem Jahrbuch Der neue Sammler die landwirtschaftliche Nutzung des Pinuts.

## Bergsturz
Am Flimserstein liegt die Abbruchkante des Flimser Bergsturzes, des grössten alpinen Bergsturzes, der in der Schweiz je stattfand. Da der Fels oberhalb Fidaz in Bewegung ist, werden die Felsbewegungen mittels fixer Messpunkte gemessen. Die Installation einer automatischen und ständigen Messvorrichtung ist in Bearbeitung.
1939 zerstörte der Bergsturz Fidaz vom Flimserstein im hinteren Teil des Weilers Fidaz das Kinderheim Sunnehüsli. 18 Kinder und Erzieherinnen fanden den Tod.

## Erreichbarkeit
Von Flims aus führte von 1956 bis 2015 eine Luftseilbahn zum Cassonsgrat. Der Betrieb wurde inzwischen eingestellt. Es wird ein Ersatzprojekt geplant, die sogenannte Y-Variante. Von Fidaz führt die sogenannte Milchseilbahn auf die Hochebene. Sie wurde 1914 vom Trinser Brückenbauer Risch Corai (1869–1946) erbaut, wird jedoch nur für Warentransporte genutzt. Zu Fuss ist der Flimserstein über die Alp Bargis sowie über einen Klettersteig erreichbar.

### Klettersteig

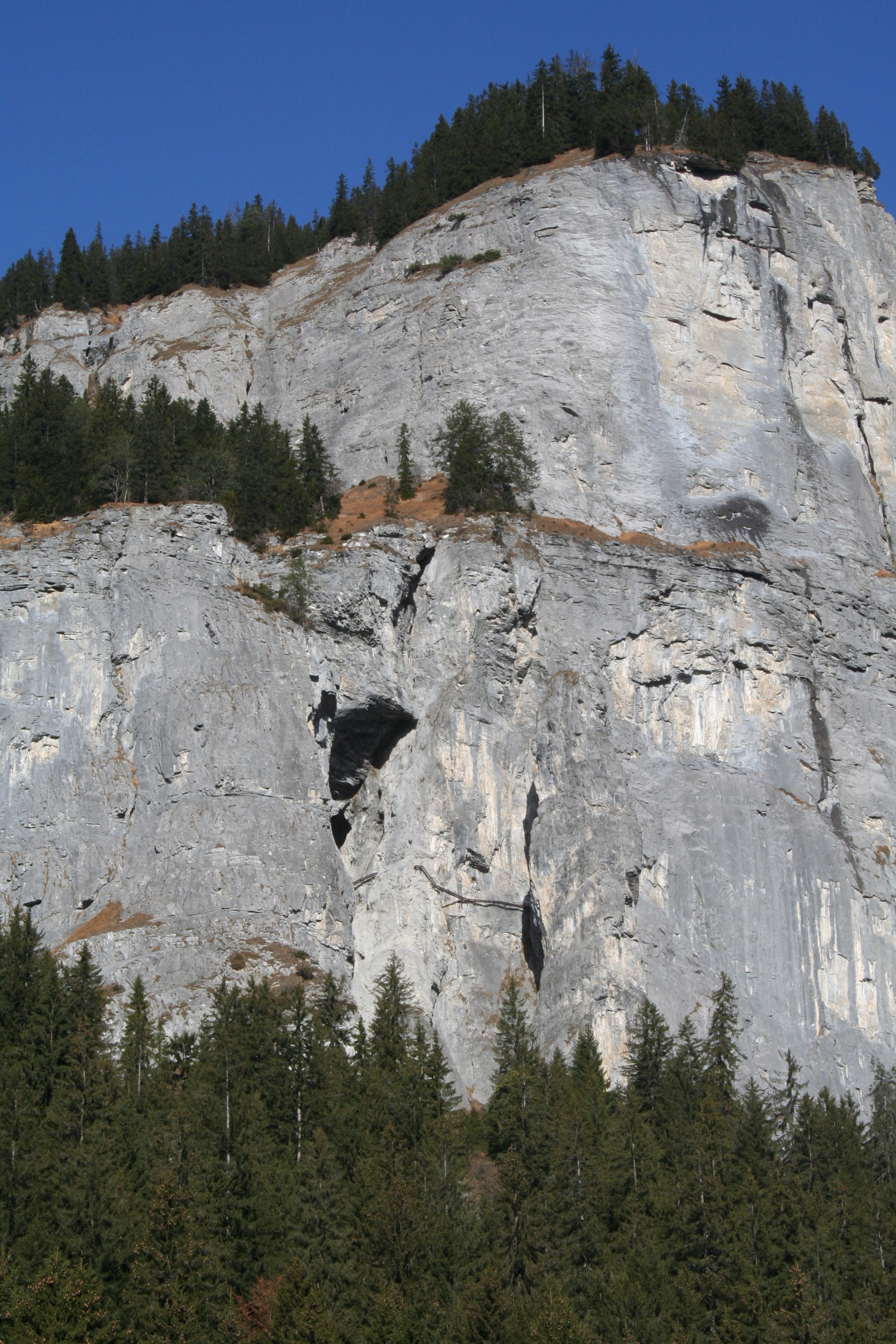
Unterhalb der Bildmitte erkennbar: die Leitern des Klettersteigs

An der Südkante des Flimsersteins liegt der historische Klettersteig Pinut. Er wurde 1907 vom damaligen Besitzer des Pinuts Christian Meiler-Brun (1865–1933) auf eigene Initiative und Rechnung erbaut. Er führte über insgesamt zwölf Leitern mit 280 Sprossen durch die Terrassen Pinut und Pardatsch über drei beinahe senkrechte Felsstufen.
Der Klettersteig Pinut ist der älteste noch bestehende Klettersteig der Schweiz. Am 30. Juni 2007 wurde er nach einer umfassenden Renovation und Neugestaltung des zuvor steinschlaggefährdeten untersten Teils wieder eröffnet.
Aufgrund der geringen technischen Schwierigkeitsstufe ist er auch für Anfänger geeignet.